# Judo na Igrzyskach Azji Południowo-Wschodniej 2023
Turniej judo na Igrzyskach Azji Południowo-Wschodniej w 2023 został rozegrany w stolicy Kambodży Phnom Penh, w dniach 13 – 16 maja 2023 roku, na terenie Chroy Changvar Convention Centre.

## Tabela medalowa
Gospodarz zawodów został zaznaczony kolorem.
| Miejsce | Kraj      | Złoto | Srebro | Brąz | Razem |
| 1.      | Wietnam   | 8     | 1      | 1    | 10    |
| 2.      | Tajlandia | 2     | 5      | 0    | 7     |
| 3.      | Kambodża  | 1     | 2      | 5    | 8     |
| 4.      | Filipiny  | 1     | 1      | 5    | 7     |
| 5.      | Indonezja | 1     | 0      | 5    | 6     |
| 6.      | Laos      | 0     | 3      | 1    | 4     |
| 7.      | Mjanma    | 0     | 1      | 3    | 4     |
| 8.      | Singapur  | 0     | 0      | 4    | 4     |
| 9.      | Malezja   | 0     | 0      | 2    | 2     |
| Razem   | Razem     | 13    | 13     | 26   | 52    |

## Wyniki

### mężczyźni
| Waga         | Złoto:                        | Srebro:                                  | Brąz:                                                 |
| 55 kg        | Nguyễn Hoàng Thanh            | Jetsadakorn Suksai                       | Htike Htike Kyaw Daryl John Mercado                   |
| 60 kg        | Chu Đức Đạt                   | Soukphaxay Sithisane                     | Phou Khi Phok Muhammad Alfiansyah                     |
| 66 kg        | Dewa Kadek Rama Warma Putra   | Shugen Nakano                            | Volodymyr Guchkov Zhou Yujie                          |
| 73 kg        | Masayuki Terada               | Shintaro Uno                             | Qori Amrullah Al Haq Nugraha Amie Daniel Abdul Majeed |
| 90 kg        | Lê Anh Tài                    | Wei Puyang                               | John Viron Ferrer Aaron Ng                            |
| Kime-no-kata | Nguyễn Cường Thịnh Tạ Đức Huy | Chindavone Syvanevilay Viengvilay Chansy | Meth Lida Rat Sok Kheng Benny Tan Soh Keng Chuan      |

### kobiety
| Waga            | Złoto:                                                                                                  | Srebro:                                                                                | Brąz: |
| 44 kg           | Nguyễn Nhạc Như An                                                                                      | Kesone Ouanvilay                                                                       | Ma. Jeanalane Lopez Shifa Aulia |
| 48 kg           | Hoàng Thị Tình                                                                                          | Wanwisa Muenjit                                                                        | Leah Jhane Lopez Meli Marta Rosita |
| 52 kg           | Nguyễn Thị Thanh Thủy                                                                                   | Saki Yanagiha                                                                          | Khin Khin Su Valerie Teo |
| 57 kg           | Rena Furukawa                                                                                           | Chu Myat Noe Wai                                                                       | Cheng Dalin Lê Ngọc Diễm Phương |
| 70 kg           | Haruka Yasumatsu                                                                                        | Supattra Nanong                                                                        | Siti Noor Aisyah Shahabuddin Phyo Swe Zin Kyaw |
| Ju-no-kata      | Pitama Thaweerattanasinp Suphattra Jaikhumkao                                                           | Nguyễn Bảo Ngọc Trần Lê Phương Nga                                                     | Heng Lyly Roeun Maly Mayouly Phanouvong Phonevan Syamphone |
| Drużynowo Mikst | Dương Thanh Thanh Lê Anh Tài Lê Huỳnh Tường Vi Nguyễn Châu Hoàng Lân Nguyễn Hải Bá Nguyễn Thị Bích Ngọc | Wanwisa Muenjit Supattra Nanong Ikumi Oeda Surasak Puntanam Masayuki Terada Wei Puyang | I Dewa Ayu Mira Widari I Gede Agastya Darma Wardana I Komang Ardiarta Maryam March Maharani Qori Amrullah Al Haq Nugraha Carl Dave Aseneta John Viron Ferrer Rena Furukawa Dylwynn Gimena Keisei Nakano Ryoko Salinas |